# Nepenthes diatas
Nepenthes diatas is een vleesetende bekerplant uit de familie Nepenthaceae. De soort is endemisch op Sumatra, waar hij groeit op een hoogte van 2400 tot 2900 meter boven zeeniveau. Hieraan dankt de plant zijn soortnaam diatas, wat Indonesisch is voor 'boven'.
De botanicus Matthew Jebb maakte in 1994 melding van Nepenthes diatas. De naam werd in 1997 formeel beschreven door Jebb en Martin Cheek, in hun monografie A skeletal revision of Nepenthes (Nepenthaceae).
Er is één natuurlijke hybride van Nepenthes diatas beschreven, namelijk N. diatas × N. mikei. Er zijn geen variëteiten of vormen van N. diatas bekend.
... · 
N. alata · 
N. albomarginata · 
N. ampullaria · 
N. argentii · 
N. aristolochioides · 
N. attenboroughii · 
N. bicalcarata · 
N. bokorensis · 
N. bongso · 
N. boschiana · 
N. burkei · 
N. campanulata · 
N. chaniana · 
N. danseri · 
N. deaniana · 
N. densiflora · 
N. diatas · 
N. distillatoria · 
N. edwardsiana · 
N. ephippiata · 
N. gracilis · 
N. gymnamphora · 
N. hirsuta · 
N. inermis · 
N. insignis · 
N. jamban · 
N. khasiana · 
N. lamii · 
N. leyte · 
N. lingulata · 
N. lowii · 
N. macfarlanei · 
N. macrophylla · 
N. madagascariensis · 
N. masoalensis · 
N. maxima · 
N. mirabilis · 
N. monticola · 
N. northiana · 
N. ovata · 
N. peltata · 
N. pervillei · 
N. pitopangii · 
N. rafflesiana · 
N. rajah ·
N. rhombicaulis · 
N. rosea ·
N. sanguinea · 
N. sibuyanensis · 
N. spathulata · 
N. tenax · 
N. tenuis · 
N. veitchii ·
N. ventricosa ·
N. vieillardii ·
N. villosa · 
...